# Terry Beatty
Terry Beatty (né le 11 janvier 1958) est un dessinateur de bande dessinée américain. Il a travaillé durant une dizaine d'années comme encreur pour les adaptations du dessin animé Batman. Depuis 2012, il dessine la planche du dimanche du comic strip Le Fantôme. Fin 2013, il reprend le comic strip Rex Morgan, M.D.

## Prix et récompenses
- 1998 : Prix Eisner du meilleur album pour Batman & Superman Adventures: World's Finest (avec Joe Staton et Paul Dini)
- 1999 : Prix Eisner du meilleur titre jeune public pour Batman: The Gotham Adventures (avec Rick Burchett et Ty Templeton)